# Le Choix de Donna
Le Choix de Donna est le 11e épisode de la quatrième saison de la deuxième série de la série télévisée de science-fiction britannique Doctor Who. Écrit par Russell T Davies, il a été diffusé pour la première fois le 21 juin 2008 sur BBC One.

## Résumé
Durant une promenade sur la planète Shan Shen, Donna est invitée chez une diseuse de bonne aventure, qui s'intéresse à sa vie passée. La voyante ensorcelle Donna avec l'aide d'un scarabée énorme qui se perche sur son dos et l'incite à inverser une décision prise dans le passé à un jour précis de sa vie : celui où, dans sa voiture, elle a dû choisir entre deux directions pour deux entretiens d'embauche différents. À droite, un emploi permanent dans une fabrique de photocopies recommandée par sa mère. À gauche, un poste d'intérimaire chez H.C. Clements, une grande entreprise huppée. Donna avait tourné à gauche et par ce choix avait fini par rencontrer le Docteur, ainsi que précédemment relaté dans Le Mariage de Noël.
Donna cette fois tourne à droite, créant un monde parallèle dont les événements suivant sa décision fatidique diffèrent. On apprend que Donna avait sauvé la vie du Docteur lors de leur première rencontre en lui faisant quitter le laboratoire secret avant sa destruction par les eaux de la Tamise. La suite de l'épisode revisite un certain nombre de situations évoquées au cours des deux saisons passées, montrant les conséquences dramatiques des catastrophes évitées successivement par le Docteur. Cependant, Rose Tyler contacte Donna à plusieurs reprises sans se présenter, lui sauvant la vie et lui demandant de se préparer à rectifier la situation le moment venu. Rose est parvenue à voyager entre les dimensions avec l'aide de UNIT, et explique à Donna qu'il faut qu'elle revienne en arrière et fasse le bon choix. Donna, réexpédiée au jour fatidique mais au dernier moment, se jette sous un camion, créant un embouteillage à droite, ce qui modifie son choix de nouveau. Rose apparaît à son tour et demande à Donna qui agonise sur la chaussée de transmettre au Docteur un message qu'elle lui chuchote à l'oreille.
Son intervention ayant effacé l'univers parallèle, Donna se retrouve intacte dans le cabinet de la voyante ; le scarabée tombe mort et la voyante panique, réalisant que Donna est vouée à un destin extraordinaire. Le Docteur retrouve Donna et lui explique ce qui vient de se produire ; elle n'a quasiment aucun souvenir de cet univers parallèle, à l'exception d'une femme blonde venue d'un autre univers parallèle, qui lui aurait donné pour mission de dire au Docteur : « Méchant Loup » (en référence à l'épisode Le Grand Méchant Loup).
Le Docteur, suivi de Donna, sort en trombe de la boutique. Il constate alors que les mots « Bad Wolf » recouvrent toutes les surfaces écrites de la rue ainsi que du TARDIS, lequel fait résonner sa cloche d'alarme, signifiant ainsi que l'univers entier est en danger. L'histoire est à suivre.

### Les épisodes revisités
- La veille de Noël, Donna constate l'attaque du vaisseau de l'Impératrice des Racnoss, que UNIT finit par abattre. Néanmoins, le Docteur, en voulant rester constater la mort de la Racnoss et de sa future progéniture, s'est retrouvé coincé dans les égouts. La noyade répétée l'empêche de régénérer et son corps est finalement récupéré par UNIT sous les yeux de Donna qui passait dans la rue. Elle y croise aussi Rose Tyler qui, en tentant de rejoindre le Docteur, a atterri dans le mauvais monde parallèle. Elle est bouleversée par la mort du Docteur (épisode revisité : Le Mariage de Noël).
- Licenciée plus tard abusivement, Donna constate le jour-même la disparition du Royal Hope Hospital. Sarah Jane Smith est présente sur place avec son équipe : elle parvient à empêcher le Plasmavore de tuer la moitié de la Terre, mais pas les personnes présentes dans l'hôpital. L'hôpital revient sur Terre, mais tous ses occupants sauf un sont morts d'asphyxie. Ceci inclut Sarah Jane, Maria Jackson, Clyde Langer, Luke Smith et Martha Jones (épisode revisité : La Loi des Judoons). Donna rencontre à nouveau Rose, qui a une connaissance limitée du futur proche : sachant que toutes les lignes temporelles de cet univers semblent converger vers Donna, elle lui recommande de ne pas rester à Londres à Noël prochain, lui parlant d'un billet de tombola que Donna possède.
- Le billet de tombola s'est révélé gagnant et Donna passe Noël avec sa famille, dans un hôtel hors de Londres. Le Titanic spatial s'écrase et ses moteurs atomiques réduisent Londres en cendres. Le pays plonge dans le chaos, et la loi martiale est déclarée. Donna et sa famille deviennent des réfugiés aux conditions de vie précaire (épisode revisité : Une croisière autour de la Terre).
- Au lieu de se produire à Londres, l'éclosion des Adiposes se produit aux États-Unis et provoque soixante millions de morts. Le chaos est mondial, l'Angleterre s'enlise dans la misère. Les immigrés sont déportés vers des « camps de travail » (épisode revisité : Le Retour de Donna Noble).
- L'équipe de Torchwood 3 à Cardiff parvient à empêcher l'attaque des Sontariens, mais Gwen Cooper et Ianto Jones y laissent leurs vies. Le capitaine Jack Harkness, lui, est enlevé par les Sontariens aux confins de l'espace. Ré-apparaissant durant de courts instants à divers moments de l'histoire, Rose s'évertue à convaincre Donna de son extrême importance et de sa capacité à lutter contre le monde cauchemardesque où elle vit (épisode revisité : ATMOS).

## Distribution
- David Tennant : Le Docteur
- Catherine Tate : Donna Noble
- Billie Piper : Rose Tyler
- Bernard Cribbins : Wilfred Mott
- Jacqueline King : Sylvia Noble
- Joseph Long : Rocco Colasanto
- Noma Dumezweni : Capitaine Magambo
- Chipo Chung : La diseuse de bonne aventure
- Marcia Lecky : Mooki Kahari
- Suzann McLean : Veena Brady
- Natalie Walter : Alice Coltrane
- Neil Clench : Homme dans le bar
- Clive Standen : Soldat Harris
- Bhakster Patel : Jival Chowdry
- Catherine York : Femme reporter
- Ben Richton : Morgenstern
- Loraine Velez : Femme de chambre espagnole
- Jason Mohammad : Présentateur de la BBC
- Sancha McCormack : Officier chargé de logement
- Lawrence Stevenson : Soldat 1
- Terri Ann Brumby : Femme dans la porte d'entrée
- Lachele Carl : Trinity Wells
- Paul Richard Biggin : Soldat 2

## Continuité
- L'adversaire de cet épisode s'avère être un sbire du « Dupeur », (Trickster) un des ennemis de Sarah Jane Smith dans l'épisode Whatever Happened to Sarah Jane?. L'épisode reprend l'idée de la disparition du héros : en forçant l'un des protagonistes à changer l'un des événements de sa propre histoire, le Dupeur parvient à provoquer une réaction en chaîne d'événements catastrophiques. Il avait d'ailleurs dans cet épisode exprimé le désir de modifier l'histoire du Docteur.
- Dans Le Mariage de Noël, on entend un militaire crier : « Tirez ! Ordre de M. Saxon ! ». L'épisode revisite la même scène, mais le militaire se contente alors de crier « Tirez ! ». En effet, la mort du Docteur implique l'impossibilité du retour du Maître, qui reste piégé à la fin de l'univers, humain.
- On retrouve l'agent de UNIT Carl Harris (Clive Standen) qui se faisait hypnotiser puis tuer par les Sontariens dans ATMOS ; c'est l'agent qui annonce la mort du Docteur.
- Dans La Chute de Pompéi, Lucius disait à Donna qu'elle avait quelque chose dans son dos, nous en avons là l'explication.
- L'obsession de Donna pour la disparition des abeilles est toujours présente.

## Production

### Écriture
- Cet épisode est, avec L.I.N.D.A, Les Anges pleureurs, Un passager de trop et Le Colocataire, considéré comme un épisode « allégé », c'est-à-dire à petit budget, mais aussi avec une moindre participation des acteurs principaux (afin de réduire la période de tournage). Précédemment, les scénaristes avaient développé des histoires indépendantes dans lesquelles le Docteur et ses compagnons n'avaient qu'un rôle mineur ; la quatrième saison, ici, opte pour une formule de deux épisodes centrés en priorité sur le compagnon ou sur le Docteur, séparés. Ici, l'épisode est centré sur Donna, tandis qu’Un passager de trop concerne le Docteur.
- Originellement, cet épisode devait suivre immédiatement le diptyque de la Bibliothèque des Ombres, mais la production, craignant que deux histoires impliquant des « mondes parallèles » de suite lassent les spectateurs, inséra Un passager de trop entre les deux.
- L'inspiration de cet épisode fut le film de 1998 Pile et face et cette question assez récurrente dans la série « le Docteur sème-t-il la mort autour de lui ou la prévient-il ? » Mise en arrière-plan de cet épisode, on trouve la question des étrangers lors des conflits, ceux-ci étant envoyés dans des camps de travail ressemblant apparemment à un camp de concentration.
- L'écriture de l'épisode en octobre 2007, fut particulièrement difficile : Russell T Davies avait déjà plusieurs semaines de retard, et dut décliner son invitation aux National Television Awards pour rendre le script à temps, selon lui en bâclant la fin. Parmi les points particulièrement compliqués à planifier furent la construction de la chronologie alternative, les dialogues explicatifs de Rose et la scène d'introduction, la plus longue que Davies ait jamais écrite pour Doctor Who.
- Originellement, le TARDIS devait brûler, mais ce projet fut annulé pour raisons budgétaires.
- Le retour de Billie Piper dans le rôle de Rose Tyler était sous-jacent à la saison mais était prévu depuis la fin de la deuxième saison, l'actrice ayant signé un accord dès 2006.

### Tournage
- Le script fut à peine commencé le 27 octobre 2007, pour une préparation au tournage qui devait se faire dès le 2 novembre, ce qui montre la précipitation que dut avoir Davies pour ce tournage[1].
- Chipo Chung joue dans cet épisode une voyante, après avoir joué dans Utopia le rôle de Chantho. On retrouve aussi l'actrice Lachele Carl dans le rôle de Trinity Welsh, la présentatrice d'une chaîne d'informations.
- La scène de voyance fut filmée dans le même lieu que le quartier général de Torchwood 3 dans la série Torchwood.
- Les scènes où Donna conduit sont filmées de loin ; en effet, Catherine Tate ne possédait pas de permis de conduire, ce qui nécessita l'emploi d'une doublure.
- Afin d'économiser les coûts, l'épisode utilise de nombreuses scènes et plans empruntés à des épisodes précédents, parfois transformés en reportages télévisés.

### Musique
- Les Italiens et la famille Noble chantent la balade irlandaise The Wild Rover, ainsi que Bohemian Rhapsody de Queen.

### Liens
- Turn Left, ‘‘Tell him this, two words...’’’ critique de l'épisode sur Le Village